# Komosse
Komosse este o arie protejată (arie specială de conservare — SAC, sit de importanță comunitară — SCI, arie de protecție specială avifaunistică — SPA) din Suedia întinsă pe o suprafață de 1.454,9 ha, integral pe uscat.

## Localizare
Centrul sitului Komosse este situat la coordonatele 57°42′37″N 13°43′55″E / 57.7102°N 13.732°E.

## Înființare
Situl Komosse a fost declarat sit de importanță comunitară în decembrie 1995 pentru a proteja 12 specii de animale. Alte tipuri de protecție:
- arie de protecție specială avifaunistică (în aprilie 2004)[2]
- arie specială de conservare (în martie 2011)[1][3][4]

## Biodiversitate
Situată în ecoregiunea boreală, aria protejată conține 7 habitate naturale: Lacuri și iazuri distrofice naturale, Cursuri de apă de la nivel de câmpie la nivel montan, cu vegetație Ranunculion fluitantis și Callitricho-Batrachion, Mlaștini împădurite, Turbării active, Mlaștini turboase de tranziție și turbării mișcătoare, Ape stătătoare oligotrofe până la mezotrofe, cu vegetație de Littorelletea uniflorae și/sau de Isoëto-Nanojuncetea, Taiga vestică.
La baza desemnării sitului se află mai multe specii protejate de  păsări (12): ciocănitoare neagră (Dryocopus martius), cufundar mic (Gavia stellata), cocor (Grus grus), sfrâncioc roșiatic (Lanius collurio), codobatura galbenă (Motacilla flava), culic mare (Numenius arquata), Numenius phaeopus, bătăuș (Philomachus pugnax), ploier auriu (Pluvialis apricaria), cocoșul de mesteacăn (Tetrao tetrix tetrix),  cocoș de munte (Tetrao urogallus), fluierar de mlaștină (Tringa glareola).